# 매디 베일로
매디 밸리오(Maddie Baillio, 영어 발음: /ˈbælioʊ/, 1996년 2월 15일 ~ )는 미국의 배우이다.

## 출연 작품

### 영화
- 헤어스프레이 라이브! (2016, Hairspray Live!) - 트레이시 턴블래드 역
- 덤플링 (2018)